# Üszkösödés
Az üszök vagy gangréna (gangraena) a koagulációs nekrózis egy fajtájának tekinthető. Leggyakrabban a végtagok egészének vagy egy részének (például arteriosclerosis által okozott), vagy a lábujjak (például diabetes mellitus) vérkeringési zavar következményeként kialakuló elhalását jelenti. Vannak hasüregi formái is, ilyen például a gangraenás appendicitis (féregnyúlvány gyulladás) vagy cholecystitis (epehólyaggyulladás) is.

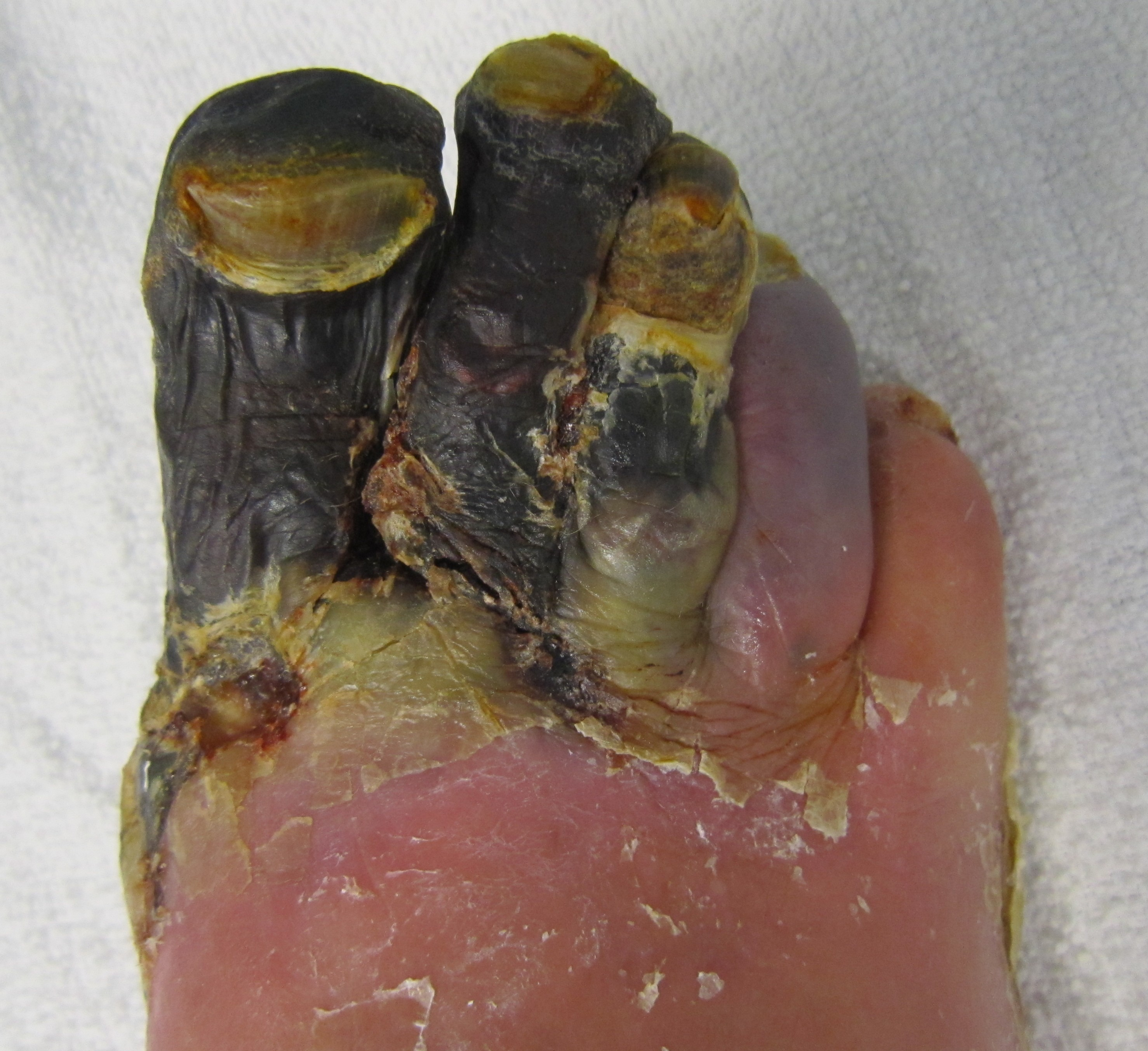
Száraz üszkösödés a lábfejen

## A gangréna fajtái
- Száraz üszkösödés: a legtöbbször artériás elzáródás miatt elhalt perifériás végtag szürkésfekete, a vízvesztés miatt száraz.
- Nedves üszkösödés: rothasztó baktériumok (például bakteriális felülfertőzésből) a szövetet elpuhítják, elfolyósítják, amely kékesfeketévé válik. Azért veszélyes, mert a bakteriális toxinok a véráramba jutva a beteg életét is veszélyeztethetik.  A seb az anaerob rohasztó baktériumok által termelt anyagcseretermékek miatt erősen bűzössé válik.
- Gázgangraena: leggyakrabban a Clostridium perfringens okozza. Mivel hamar terjed a környező szövetekre, órákon belül halált okozhat. A baktérium myotoxinja az izmokat károsítja, de az odavándorló neutrofil granulocitákat is. Először ödéma, majd nekrózis alakul ki. Az ödéma megnyomásával sercegő hangot hallunk a termelődő gázok miatt. A seb fájdalmas, duzzadt, lószőrpárna tapintatú, belőle gázbuborékokat tartalmazó savós-véres váladék ürülhet.
- Fekélyesedő üszkösödés: a Bacillus fusiformis és a Spirochaeta refringens okozza. A garatban, a mandulákon és a külső genitáliákon is megjelenhet.
- Felfekvéses fekély: hosszantartó ágyhozkötöttség esetén a nyomásnak kitett területeken jelenik meg, de gondos ápolással elkerülhető. Tartós intubáció (több mint 10 nap) pedig a légcső kifekélyesedését okozhatja.

## Lásd még
- Nekrózis
- Apoptózis
- Koagulációs nekrózis
- Fertőzés
- Gyulladás